# کشتی نوح (فیلم ۲۰۰۷)
«کشتی نوح» (انگلیسی: Noah's Ark (2007 film)) یک فیلم است که در سال ۲۰۰۷ منتشر شد.